# Imsil
Imsil (coreeană: 임실군) este un oraș din Coreea de Sud.